# Palata Zmajević
Palata Zmajević je palata peraškog bratstva (kazade) Zmajević. 
Nalazi se u središnjem dijelu Perasta, na povišenom mjestu iznad obale. Jedna je od najznamenitijih peraških građevina. Palatu je 1664. godine dao podići barski nadbiskup Andrija Zmajević, a među Peraštanima to barokno zdanje poznato je još kao biskupija. Tokom XVII i XVIII. vijeka palata je pripadala najpoznatijoj peraškoj porodici Zmajević.
Palata je u vrlo lošem stanju. U novije vrijeme prodana je jednom poslovnom čovjeku od kojeg se očekivalo da će ju obnoviti u skladu s izvornim izgledom. Međutim, prilikom prvih građevinskih radova u njezinoj unutrašnjosti u potpunosti su uništene iznimno vrijedne Kokoljine freske iz 17. stoljeća. Nakon toga daljnji radovi su bili zabranjeni, a palata prekrivena ceradom.
Današnja namjena palate Zmajević je stambena.